# 章瑾 (体操运动员)
章瑾（2000年11月25日—），上海市人，中國女子體操運動員。

## 簡歷
在2018年10月舉行的世界體操錦標賽上，第一次參加世界大賽的她與隊友合作摘得了女子團體銅牌。

## 外部連結
- 章瑾 （页面存档备份，存于）在国际体操联合会的相关介绍